# Šúrovce
Šúrovce (in ungherese Súr) è un comune della Slovacchia facente parte del distretto di Trnava, nella regione omonima.